# Segurança pública

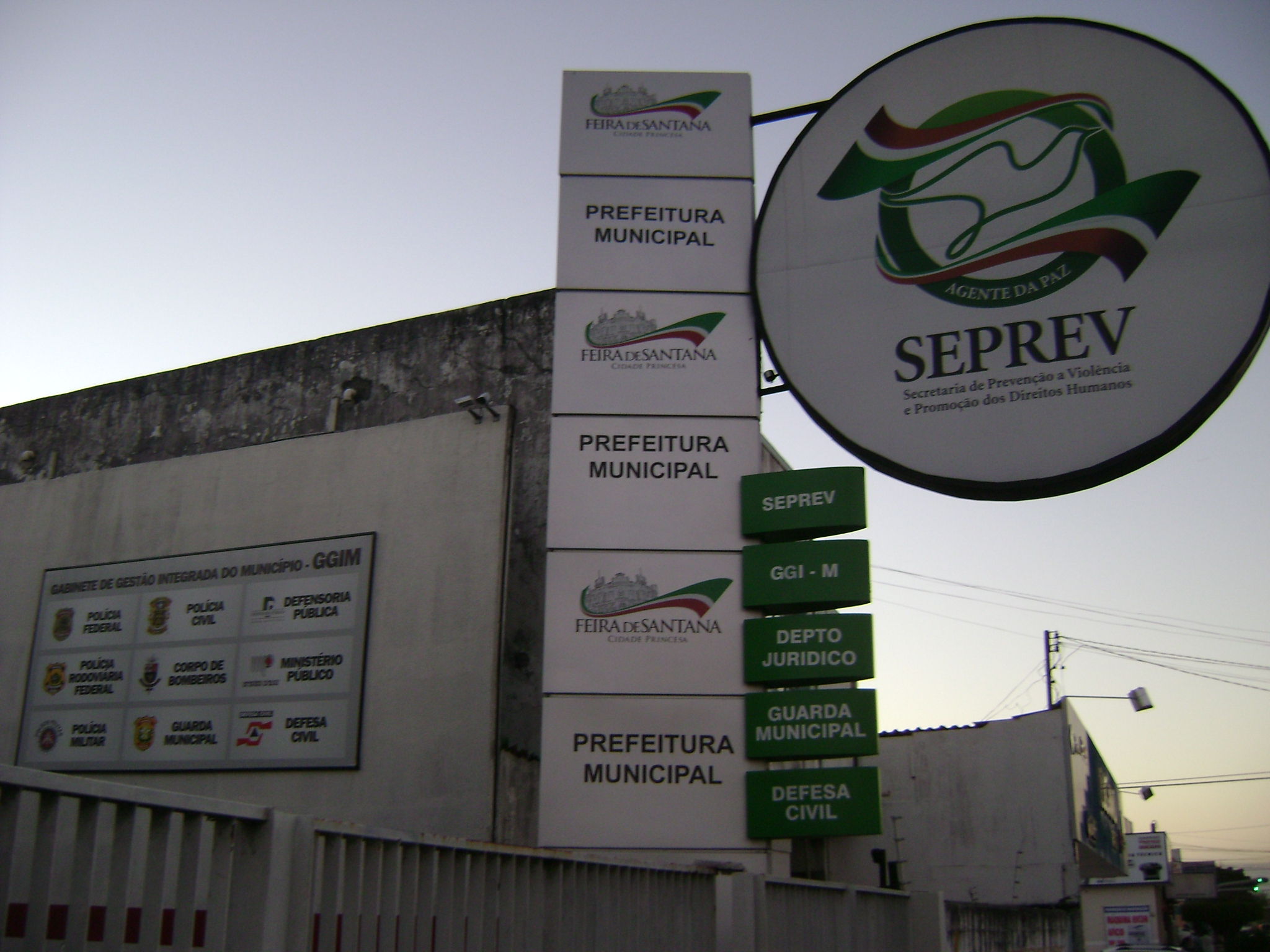
Fachada da Secretaria de Prevenção a Violência e Promoção dos Direitos Humanos em Feira de Santana, Bahia, Brasil.

A segurança pública é o estado de normalidade que permite o usufruto de direitos e o cumprimento de deveres. Pode ser interpretada como a manutenção da ordem pública, isto é, de conjunto de valores, de princípios e de normas que se pretende ser observados numa sociedade.
Sua alteração ilegítima constitui uma violação de direitos básicos, geralmente acompanhada de violência, que produz eventos de insegurança e criminalidade. É um processo, ou seja, uma sequência contínua de fatos ou operações que apresentam certa unidade ou que se reproduzem com certa regularidade, que compartilha uma visão focada em componentes preventivos, repressivos, judiciais, saúde e sociais. É um processo sistêmico, pela necessidade da integração de um conjunto de conhecimentos e ferramentas estatais que devem interagir a mesma visão, compromissos e objetivos. Deve ser também otimizado, pois dependem de decisões rápidas, medidas saneadoras e resultados imediatos. 
Sendo a ordem pública um estado de serenidade, apaziguamento e tranquilidade pública, em consonância com as leis, os preceitos e os costumes que regulam a convivência em sociedade, a preservação deste direito do cidadão só será amplo se o conceito de segurança pública for aplicado. Isto implica uma disposição ideal dos elementos que nela interagem, de modo a permitir-lhe um funcionamento regular e estável, assecuratório da liberdade coletiva e individual.
A segurança pública não pode ser tratada apenas como medidas de vigilância e repressão, mas como um sistema integrado e otimizado envolvendo instrumento de prevenção, coação, justiça, defesa dos direitos, saúde e social. O processo de segurança pública se inicia pela prevenção e finda na reparação do dano, no tratamento das causas e na (re)inclusão na sociedade do sujeito.

## Segurança Pública no Brasil
A Segurança Pública no Brasil é regulamentada pelo Artigo 144 da Constituição Federal de 1988, que estabelece os órgãos responsáveis pela preservação da ordem pública e da incolumidade das pessoas e do patrimônio. Para o Supremo Tribunal Federal (STF), o rol do art. 144 não é taxativo mas sim exemplificativo, ou seja, há órgãos não mencionados no dispositivo mas que exercem segurança pública e, ainda, integram o Sistema Único de Segurança Pública do Brasil (SUSP). Portanto, a segurança pública no Brasil é exercida por meio dos seguintes órgãos:

### No âmbito federal
- Polícia Federal: responsável pela investigação de crimes contra a ordem política e social, tráfico de drogas, contrabando, crimes financeiros e transnacionais, além de exercer funções de polícia judiciária da União.
- Polícia Rodoviária Federal: atua na fiscalização e patrulhamento das rodovias federais.
- Polícia Ferroviária Federal: atua no patrulhamento ostensivo nas rodovias federais. Essa instituição, apesar de prevista, não está integralmente instituída na prática.

### No âmbito estadual
- Polícias Civis: exercem a função de polícia judiciária nos estados e no Distrito Federal, investigando crimes de competência da justiça estadual.
- Polícias Militares: realizam o policiamento ostensivo e garantem a ordem pública nos estados e no Distrito Federal.
- Corpos de Bombeiros Militares: além das atividades de combate a incêndios e resgates, desempenham ações de defesa civil.
- Polícias Penais: incluídas na Constituição pela Emenda Constitucional nº 104/2019, são responsáveis pela segurança no sistema prisional, tanto no âmbito federal quanto estadual.
- Polícias Científicas: atuam na produção de provas técnicas (ou periciais) por meio de análise de vestígios com a finalidade de auxiliar na resolução de delitos. Recentemente, as Polícias Científicas estão desmembrando-se das Polícias Civis, ganhando autonomia, contudo, existem Estados em que os institutos oficiais de criminalística, medicina legal e identificação ainda são parte da estrutura da Polícia Civil.

### No âmbito municipal
- Guardas Municipais: também conhecidas como Guarda Civis Metropolitanas (GCM), são responsáveis por exercer ações de segurança pública municipal, inclusive, com o policiamento ostensivo e comunitário, a fim de realizar a proteção de pessoas, bens, serviços e instalações públicas. Sua atuação como órgão policial vem sendo compreendida como constitucional pelo STF, através do julgamento do Tema 656 de repercussão geral.[4][5][6]

## Segurança comunitária
Entende-se por segurança comunitária a constituição de grupos de discussão de problemas de segurança pública, com o objetivo principal de organizar as comunidades e aproximá-las dos organismos públicos de segurança.
Um conselho comunitário de segurança não é formado por pessoas que cuidarão da atividade fim (Segurança Pública), porém, auxiliarão na manutenção dos serviços públicos com este propósito. Igualmente não se trata de um conselho no qual pessoas irão se reunir para identificar o crime e as atividades que burlam a lei, ou ainda denunciá-los para organismo de segurança. O principal objetivo dos conselhos é a prevenção, identificação de problemas e controle fatores de risco de múltiplas origens.
Um conselho comunitário de segurança integra e organiza as comunidades no intuito de desenvolver iniciativas de cultura e formação para a prevenção de maneira a que, através da união e interação de seus membros, como também com o Estado, seja possível a existência (introdução e a manutenção) de sistemas de segurança comunitários preventivos que contribuam para a melhoria da qualidade de vida das pessoas.